# Топлинен ефект
Топлинен ефект на химичните реакции е количеството топлина, което се отделя или поглъща при протичане на една химична реакция. Отбелязва с Q и се измерва в джаули (J) или килоджаули (kJ).
Когато една реакция протича с отделяне на топлина, топлинният ефект се смята за положителен (+ Q), а когато протича с поглъщане на топлина – за отрицателен (- Q).

## Екзотермична реакция
Химични реакции, които протичат с отделяне на топлина, се наричат екзотермични. При тях топлинният ефект има положителна стойност (+ Q). Например:
2Na(тв) + Cl2(г) = 2NaCl(т) + Q
При тези реакции продуктите са енергийно по-бедни от изходните вещества. Това прави получените вещества по-стабилни.

## Ендотермична реакция
Химични реакции, които протичат с поглъщане на топлина, се наричат ендотермични. В тях топлинният ефект има отрицателна стойност (- Q). Например:
N2(г) + O2(г) = 2NO(г) – Q
При тези реакции продуктите са енергийно по-богати от изходните вещества. Това прави получените вещества по-малко стабилни.

## Топлина на образуване
Количеството топлина, която се отделя или поглъща при образуването на 1 мол химично вещество от съответните стабилни прости вещества при стандартни условия (t = 25 °C, p = 1*105 Pa), се нарича топлина на образуване. Тя се измерва в килоджаули за мол (kJ/mol). В термохимичните уравнения се допускат дробни коефициенти.
1/2N2(г) + 1/2O2(г) = NO(г) – 90,4 kJ/mol
Топлината на образуване на простите вещества се приема за равна на 0. Когато химичният елемент има няколко алотропни форми, само най-стабилната му при обикновени условия алотропна форма има нулева топлина на образуване.

## Топлина на изгаряне
Количеството топлина, която се отделя или поглъща при изгарянето на 1 мол вещество в кислородна среда при стандартни условия (t = 25 °C, p = 1*105 Pa) и се получават висшите оксиди на съответните елементи, се нарича топлина на изгаряне. Тя се измерва в килоджаули за мол (kJ/mol). Например при горенето на метана (основна съставна част на природния газ) протича реакцията:
CH4(г) + 2O2(г) = CO2(г) + 2H2O + 890 kJ/mol

## Топлина на неутрализация
Количеството топлина, която се отделя при взаимодействието на силна едновалентна киселина и силна едновалентна основа, и има постоянна стойност около 57,3 kJ за 1 mol H2O, се нарича топлина на неутрализация:
Na+ + OH- + H+ + Cl- = Na+ + Cl- + H2O + 57,3 kJ
H+ + OH- = HOH + 57,3 kJ